# Victor Sillon
Victor Sillon (ur. 24 grudnia 1927 w Le Lamentin na Martynice, zm. 16 grudnia 2021 w Saint-Mandé) – francuski lekkoatleta, tyczkarz, trzykrotny olimpijczyk.
Specjalizował się w skoku o tyczce, choć odnosił sukcesy również w innych konkurencjach lekkoatletycznych. 
Zajął 9.–11. miejsce w skoku o tyczce na igrzyskach olimpijskich w 1948 w Londynie. Na mistrzostwach Europy w 1950 w Brukseli zajął w tej konkurencji 4. miejsce.
Zwyciężył w skoku o tyczce oraz zdobył srebrny medal w trójskoku na igrzyskach śródziemnomorskich w 1951 w Aleksandrii. Na mistrzostwach Europy w 1954 w Bernie zajął 7. miejsce w skoku o tyczce. Wywalczył brązowy medal w tej konkurencji na igrzyskach śródziemnomorskich w 1955 w Barcelonie.
Odpadł w kwalifikacjach skoku o tyczce na igrzyskach olimpijskich w 1956 w Melbourne, nie zaliczywszy żadnej wysokości. Zajął 15.–16. miejsce na mistrzostwach Europy w 1958 w Sztokholmie, a na igrzyskach olimpijskich w 1960 w Rzymie odpadł w kwalifikacjach.
Sillon był mistrzem Francji w skoku o tyczce w latach 1947–1951, 1954, 1956 i 1958, wicemistrzem w tej konkurencji w 1958 oraz brązowym medalistą w 1960 i 1961.
Dziesięciokrotnie poprawiał rekord Francji w skoku o tyczce, doprowadzając go do wyniku 4,41 m, uzyskanego 22 maja 1960 w Monako.